# 清水洋平
清水 洋平（しみず ようへい）は、日本の作曲家、プログラマ。2001年までコナミ株式会社（現・コナミデジタルエンタテインメント）に所属していた。コナミ退社後はポリフォニー・デジタルを経て、ソニー・コンピュータエンタテインメント（またはその関連会社）に勤務している。

## BEMANIシリーズにおける活動
プログラマとしてサウンドドライバプログラム・開発用アプリケーションを作成する傍ら、コンポーザーとして曲提供も行っていた。コナミの音楽ゲーム「BEMANIシリーズ」では古株であり、初代『pop'n music』から参加していたほか、『beatmania』や『beatmania III』にも参加、『ParaParaParadise』ではサウンドデザイナーを担当していた。

## 主な楽曲
括弧内はゲームで表示される名義を示す。
- 機種名の略称：pm=pop'n music、bm=beatmania、bmIII=beatmania III、IIDX=beatmania IIDX、DDR=Dance Dance Revolution、PPP=ParaParaParadise

### pop'n music
- Quick Master - (act deft)  / pm1、pop'n stage、DDR SuperNOVA、ポップンリズミン
  - 清水自身による「reform version」というアレンジバージョンも後に登場した（後述）。
  - 本曲は他者の手によるアレンジバージョンもpmシリーズに2曲収録されている（それぞれ村井聖夜・中野定博がリミックスを担当）。
- power plant - (youhei) / pm5

### beatmania & beatmania III
- quick master (reform version) - (youhei shimizu) / bm completeMIX、bmIII、家庭用IIDX15 DJ TROOPERS、IIDX23 copula
- KOUYOU - (youhei) / bm&bmIII CORE REMIX、pm12 いろは、ノスタルジアfORTE
- asian 573 - (Youhei) / bm&bmIII 6thMIX
- feeling of love - (youhei shimizu) / bmIII、bm THE FINAL、DDR EXTREME（DDR SuperNOVA2まで収録）、pm（ee'MALL 2nd avenue経由、pm16 PARTY♪まで収録）、家庭用IIDX14 GOLD
  - サウンドトラックではミスで曲名が「A feeling of love」となっている。
- mnemoniq - (youhei shimizu) / bmIII、bm THE FINAL、家庭用IIDX14 GOLD、IIDX20 tricoro

### ParaParaParadise
初代PPPのサウンドデザイナー、およびシステムBGMを担当。
以下は全てゲーム中のシステムBGM。
- cast
- struct
- infixed void
- recursive

### CROSS×BEATS、crossbeats REV.
CAPCOMの音楽

- Reseed - (quick master) / CROSS×BEATS
- Reseed(Another Edit) - (quick master) / crossbeats REV. 
  - 上記楽曲のアレンジ、オフライン解禁まではシリアルコードによる解禁だった。

### その他
- vertex moon - (youhei shimizu) / nouvo nude 2ndアルバム「NEW WORLD」予約特典CD
- volatile past - (youhei shimizu) / nouvo nude 2ndアルバム「NEW WORLD」予約特典CD
  - 上記2曲はcroix modeでの通販による期間限定予約特典(12/12まで)